# Gomk
Gomk (in armeno Գոմք?) è un comune di 232 abitanti (2001) della Provincia di Vayots Dzor in Armenia.